# Australomelanesoide
Il termine australomelanesòide o australoide indica una classificazione antropologica, ormai obsoleta,  dell'Homo sapiens, definibile a partire dalla forma del cranio ed altre caratteristiche craniometriche ed antropometriche: tale termine identifica gli esseri umani autoctoni dell'Australia e Melanesia.
| Europoide Ariani/Jafetiti Semiti Camiti Negroide Negro Khoi Melanesiani Negritos Australoide Incerti Dravidi e Singalesi | Mongoloide Mongoli del Nord Cinesi e Indocinesi Giapponesi e Coreani Tibetani Malesi Polinesiani Maori Micronesiani Eschimesi Nativi americani |

Insieme alle cosiddette razze caucasoide, negroide e mongoloide è una delle quattro categorie principali riconosciute dall'antropologia del XIX secolo.
Oggi gli scienziati concordano sul fatto che non esistano razze umane in senso biologico.